# Люксембург на летних Олимпийских играх 1980
Люксембург принимал участие в Летних Олимпийских играх 1980 года в Москве (СССР) в шестнадцатый раз за свою историю, но не завоевал ни одной медали. Несмотря на бойкот олимпиады некоторыми странами, Люксембург делегировал 3 олимпийцев в трёх видах спорта. Сборная страны на открытии и закрытии игр шла под олимпийским флагом.